# Profilo (empresa)
Profilo Durable Household Appliances, o abreviado Profilo, es un fabricante turco de electrodomésticos y productos electrónicos fundado en Estambul en 1976. Se incluye en el grupo BSH.
Fue fundada por el famoso empresario judío turco Jak Kamhi. Desde 1995 opera bajo el sello BSH. Los electrodomésticos, los aparatos empotrados, las aspiradoras, los aparatos de aire acondicionado, los calentadores de agua y los pequeños electrodomésticos constituyen la red principal de productos.